# Veliki Dobron (gemeente)
Veliki Dobron (Oekraïens: Велика Добронь, Hongaars: Nagydobrony) is een gemeente in Oekraïne in de oblast Transkarpatië in de rajon Oezjhorod.
De gemeente bestaat uit de dorpen:
- Veliki Dobron, Велика Добронь (Hongaars: Nagydobrony) 97,73% Hongaren
- Mala Dobron, Мала Добронь (Hongaars: Kisdobrony) 98,45% Hongaren
- Dmeetsi, Демечі, (Hongaars: Dimicső) 17,29% Hongaren
- Tisaachtelek, Тисаагтелек (Tiszaágtelek) 98,39% Hongaren
- Tsjomonyn, Чомонин (Csongor) 97,7% Hongaren